# Homer le père
Homer le père (France) ou Émission polluante (Québec) (Homer the Father) est le 12e épisode de la saison 22 de la série télévisée Les Simpson.

## Synopsis
Assis devant la télé, Homer et Lisa tombent sur une vieille sitcom des années 80, « Thicker Than Water » « Quelle Famille d'Épais » au Québec (sur Pris 22 qui est la parodie de Prise 2). Peu à peu, Homer devient accro à cette série dont le père de famille est comme un modèle pour lui. Lorsque Bart le supplie pour avoir une mini moto, celui-ci refuse catégoriquement, pensant ainsi agir comme le bon père de famille de sa série. Bart cherche un moyen d’obtenir à tout prix cette mini moto et, suivant une recommandation d’Homer, il va se mettre à étudier sans relâche pour ramener une bonne note. Cependant, même avec un bon résultat, Homer n’a aucune intention de la lui acheter. Furieux, Bart a alors l’idée de vendre des informations sur le boulot de son père à d’autres pays. C’est alors que les services secrets chinois viennent chercher le garçon et lui proposent un marché : la mini moto en échange de tous les secrets de la centrale nucléaire. Et pour cela, Bart va devoir se rapprocher de son père...

## Audience
Lors de sa première diffusion aux États-Unis, l'épisode a rassemblé 6,48 millions de téléspectateurs.